# Městský pivovar Tachov
Městský pivovar Tachov stával v Pivovarské ulici ve městě Tachov.

## Historie
Pivovar vznikl v první polovině 16. století a jeho výstav už krátce po vzniku pivovaru patřil k největším v okolí. Vařilo se zde světlé a tmavé výčepní pivo. V roce 1863 byla postavena nová budova pivovaru. Největšího rozmachu se pivovar dočkal na přelomu 19. a 20. století; v roce 1910 dosahoval výstav 10 425 hl. Od 30. let 20. století však produkce klesala až byl v roce 1959 byl pivovar uzavřen. Následující rok byl pivovar přestavěn pro účely podniku Rybena (zpracování mořských ryb). V roce 2004 byla budova pivovaru zbořena.